# Parafia św. Floriana w Domaniewie
Parafia św. Floriana w Domaniewie – parafia rzymskokatolicka, znajdująca się w archidiecezji łódzkiej, w dekanacie poddębickim.
Według stanu na miesiąc luty 2017 liczba wiernych w parafii wynosiła 980 osób.